# Hanna Morawiecka
Hanna Zofia Morawiecka z domu Kwiecińska (ur. 14 kwietnia lub czerwca 1931 w Warszawie, zm. 2 stycznia 2012 tamże) – polska kostiumolożka, Sprawiedliwa wśród Narodów Świata.

## Życiorys
Hanna Morawiecka urodziła się 14 kwietnia lub 14 czerwca 1931 r. w Warszawie. Podczas okupacji niemieckiej mieszkała z matką Janiną Kwiecińską i dwiema siostrami, Marią i Janiną, w warszawskim mieszkaniu przy ulicy Kruczej 42. Schronienie znajdowało tam wtedy wielu Żydów, szczególnie osoby ze środowiska teatralnego, co miało związek z przedwojennym zatrudnieniem matki Morawieckiej jako aktorki teatralnej. Wszystkie trzy siostry były zaangażowane w pomoc matce przy ukrywaniu prześladowanych osób. Morawiecka doprowadzała je do bezpiecznych kryjówek zorganizowanych poza ulicą Kruczą, a także opiekowała się ukrywanymi dziećmi. Wśród ukrywanych osób był Zygmunt Keller (vel Antoni Serbiewski) oraz Helena Nowacka vel Tejblum (później Rabinovitza) i jej syn (Solomon) Seweryn Nowacki (vel Andre / Andrzej Tejblum). Po upadku powstania warszawskiego Morawiecka migrowała między podwarszawskimi wsiami razem z rodzeństwem, matką i towarzyszącą im grupą podopiecznych Żydów aż do czasu wyzwolenia terenu przez Armię Czerwoną w styczniu 1945 r.
13 września 1989 r. Jad Waszem uznał Hannę Morawiecką oraz jej siostry; Marię Zdanowicz oraz Janinę Bagłajewską, a także ich matkę Janinę Kwiecińską, za Sprawiedliwe wśród Narodów Świata.
Hanna Morawiecka zmarła 2 stycznia 2012 r. Spoczęła na Cmentarzu Wojskowym na Powązkach (kwatera C19, rząd 4, grób 8).

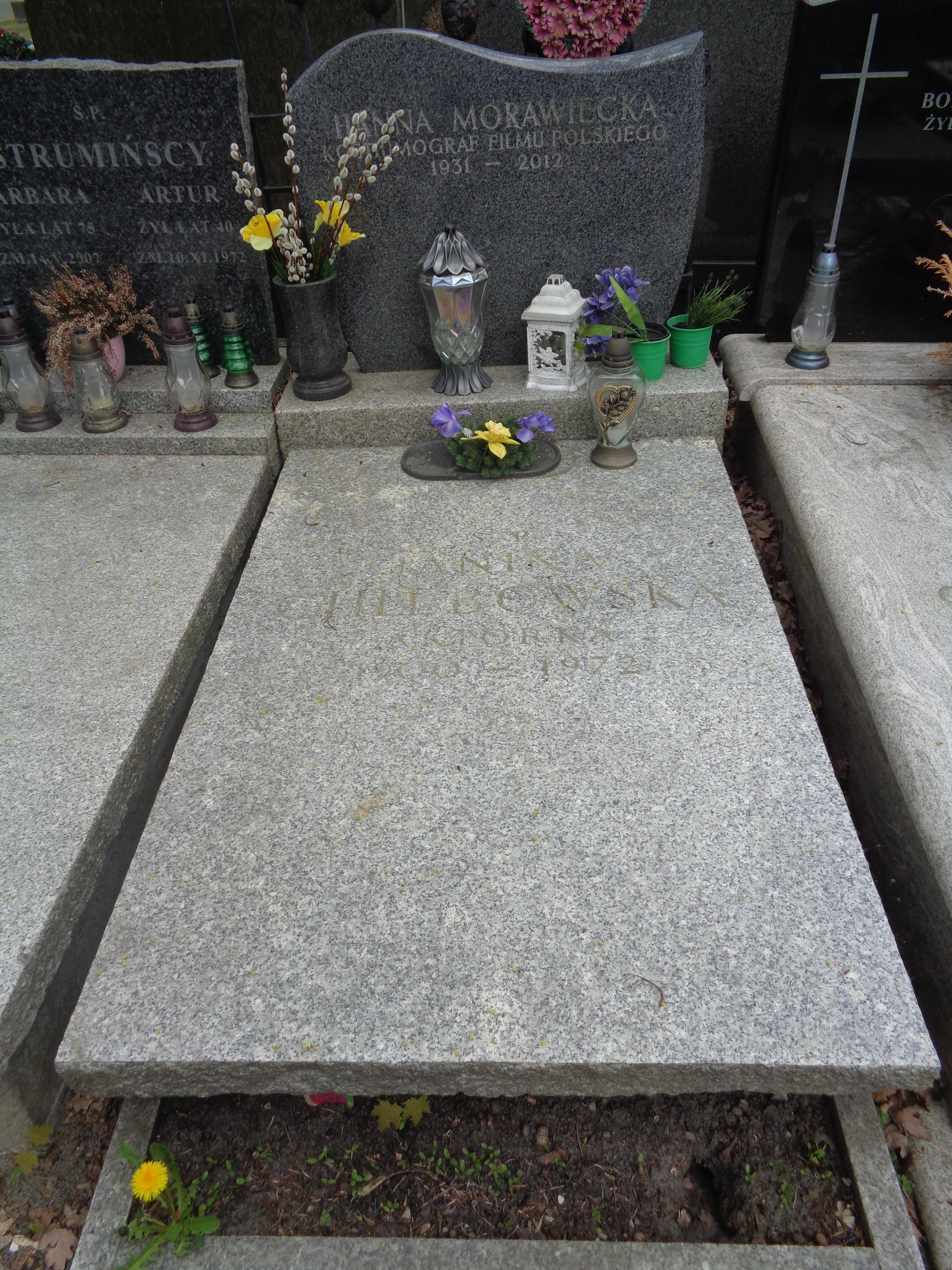
Grób Hanny Morawieckiej na Cmentarzu Wojskowym na Powązkach